# Karl Meier (Politiker, 1867)
Karl Wilhelm Meier (* 7. Mai 1867 in Wiesbaden; † 17. Oktober 1944 ebenda) war ein deutscher Politiker (DVP).

## Leben
Meier war gelernter Schornsteinfegermeister. Er arbeitete als bevollmächtigter Bezirksschornsteinfeger und war Obermeister der Wiesbadener Schornsteinfegerinnung.
Meier war Stadtrat und Stadtältester in Wiesbaden. Während der Zeit der Weimarer Republik trat er in die Deutsche Volkspartei (DVP) ein. Im Mai 1928 wurde er als Abgeordneter in den Preußischen Landtag gewählt, dem er bis 1932 angehörte. Im Parlament vertrat er den Wahlkreis 19 (Hessen-Nassau).